# Lino Cayetano
Lino S. Cayetano (4 januari 1978) is een Filipijns televisieregisseur en politicus. Cayetano was van 2019 tot 2022 burgemeester van de stad Taguig in Metro Manilla. Daarvoor was hij van 2013 tot 2016 lid van het Filipijnse Huis van Afgevaardigden.

## Biografie
Lino S. Cayetano werd geboren op 4 januari 1978. Hij is het jongste kind uit een gezin van vier. Zijn ouders zijn voormalig senator Renato Cayetano en de Amerikaanse Sandra Schramm. Na het afronden van zijn middelbareschoolopleiding op St. Benedict School voltooide Cayetano in 1999 een bachelor-opleiding massacommunicatie aan de University of the Philippines. Nadien studeerde hij in New York aan de Film Academy. Na zijn studie doceerde Cayetano film aan de University of the Philippines. Daarna was hij van 2001 tot 2002 televisieregisseur bij GMA Network. Van 2003 tot 2012 vervulde hij dezelfde functie bij het concurrerende ABS-CBN Network
Zijn eerste politieke ervaring deed hij op toen hij in 2010 werd gekozen als barangay captain van Fort Bonifacio in Taguig. Bij de verkiezingen van 2013 werd Cayetano namens het 2e kiesdistrict van Taguig gekozen tot lid van het Filipijns Huis van Afgevaardigden. In deze eerste termijn was hij lid van een tiental commissies en bovendien was Cayetano Deputy Minority Leader. Bij de verkiezingen van 2016 schreef hij zich opnieuw in voor de verkiezingen van afgevaardigde van het 2e kiesdistrict van Taguig. Hij trok zich echter uiteindelijk terug ten faveure van zijn oudere zus Pia Cayetano. Drie jaar later werd Cayetano gekozen tot burgemeester van de stad Taguig als opvolger van zijn schoonzus Lani Cayetano. Na afloop van zijn driejarige termijn werd hij weer door haar opgevolgd. 
Cayetano had in het verleden relaties met televisiepresentator en model Bianca Gonzales en zangeres KC Concepcion. In 2013 trouwde hij met volleybalspeelster Fille Cainglet. Samen kregen ze in 2014 een zoon. Zijn oudere zus Pia Cayetano en zijn oudere broer Alan Peter Cayetano werden beiden in navolging van hun vader gekozen in de Senaat van de Filipijnen.